# 軒轅增卅五
軒轅增卅五，42 Leonis，又名轩辕增三十五、BD+15 2192，HD 89774、SAO 99080、HR 4070，是獅子座的一颗恒星，视星等为6.12，位于銀經224.49，銀緯53.21，其B1900.0坐标为赤經10h 16m 27.6s，赤緯+15° 53.21′ 47″。
「軒轅」是中國古代星官，屬於二十八宿中的「星宿」，含有17顆星，清代星表《儀象考成》和《儀象考成續編》增加59顆星，軒轅增卅五是其中一顆。